# José Martinho dos Santos Soares

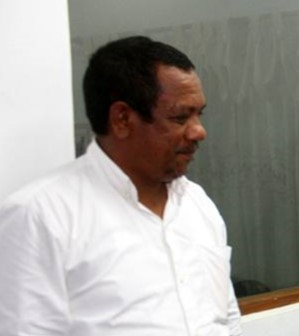
Soares (2016)

José Martinho dos Santos Soares ist ein leitender Beamter aus Osttimor.
Bei den Parlamentswahlen in Osttimor 2007 trat Soares als Kandidat der Partido Unidade Nacional PUN chancenlos auf Listenplatz 19 an.
Am 25. Mai 2009 wurde Soares zum Interimsabteilungsleiter und am 1. Oktober zum Leiter der Rechtsberatungsabteilung der Generaldirektion Steuern und Zölle im Finanzministerium. Infolge eines Ermittlungsverfahrens der Comissão da Função Pública (CFP) wurde am 13. September 2010 ein Verwaltungsdisziplinarverfahren gegen ihn eingeleitet. Laut dem Ergebnis der Untersuchungen hatte Soares die Anweisungen des Generaldirektors missachtet und durch die Begünstigung eines Geschäftsmanns dem Staat geschadet. Soares wurde für zwei Jahre vom Dienst suspendiert und verlor seine Führungsposition.
Am 12. Oktober 2016 wurde Soares zum ersten Präsidenten (Presidente Autoridade Município) der Gemeinde Ermera ernannt, der in seiner Funktion dem bisherigen Administrator folgte. 2021 wurde Soares von Eusébio Salsinha abgelöst. Nach Antritt der IX. Regierung übernahm Soares 2024 erneut das Amt des Präsidenten.